# Zwarthoofdenhuis (Tallinn)
Het Zwarthoofdenhuis (Ests: Mustpeade maja) is een gebouw in de oude binnenstad van de Estse hoofdstad Tallinn en het voormalige hoofdkantoor van het Broederschap van de Zwarthoofden. Historisch was het een professionele gemeenschap van schepenbouwers, handelaren en vreemden in de 14e eeuw. Ze waren actief in het Lijfland, een deel van de Baltische staten nu ongeveer overeenkomend met Estland en Letland, maar vluchtten naar Duitsland tijdens de Sovjet-overheersing in 1940. Het Zwarthoofdenhuis werd bezocht door vele Russische keizers, waaronder Peter I, Paul I en Alexander I die ereleden werden van het broederschap. 
In 1517 werd het gebouw opgekocht door de organisatie, waarna het in 1597 werd in Nederlandse renaissance-stijl onder leiding van architect Arent Passer. De geverfde deuren van het gebouw stammen uit de jaren '40 van de 17e eeuw. Boven de deur staat een sculptuur van Sint Mauritius, de patroonheilige van het broederschap. Tegenwoordig wordt het huis voor evenementen en concerten gebruikt en bestaat uit drie losse gebouwen en vier hallen. De witte hal werd gebouwd in 1531-32 en opnieuw ingedeeld tijdens een verbouwing tussen 1909 en 1911. De St. Olaf's gilde hal, met een interieur uit de 15e eeuw werd aangekocht door het broederschap in 1919 en werd tussen 1919 en 1922 verbouwd. 

## Galerij

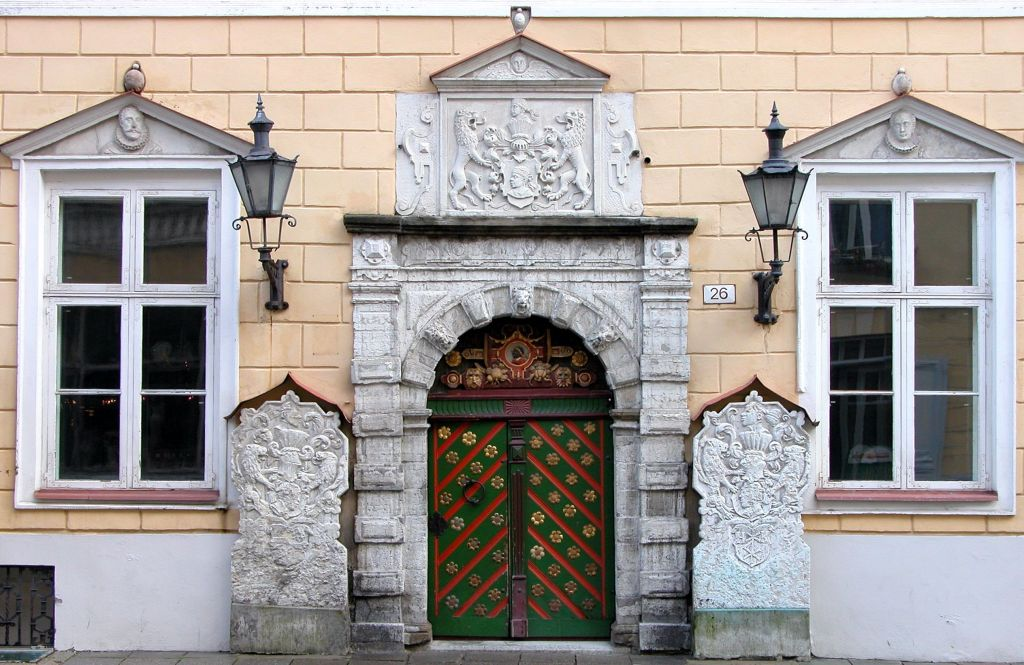
Ingang van het Zwarthoofdenhuis
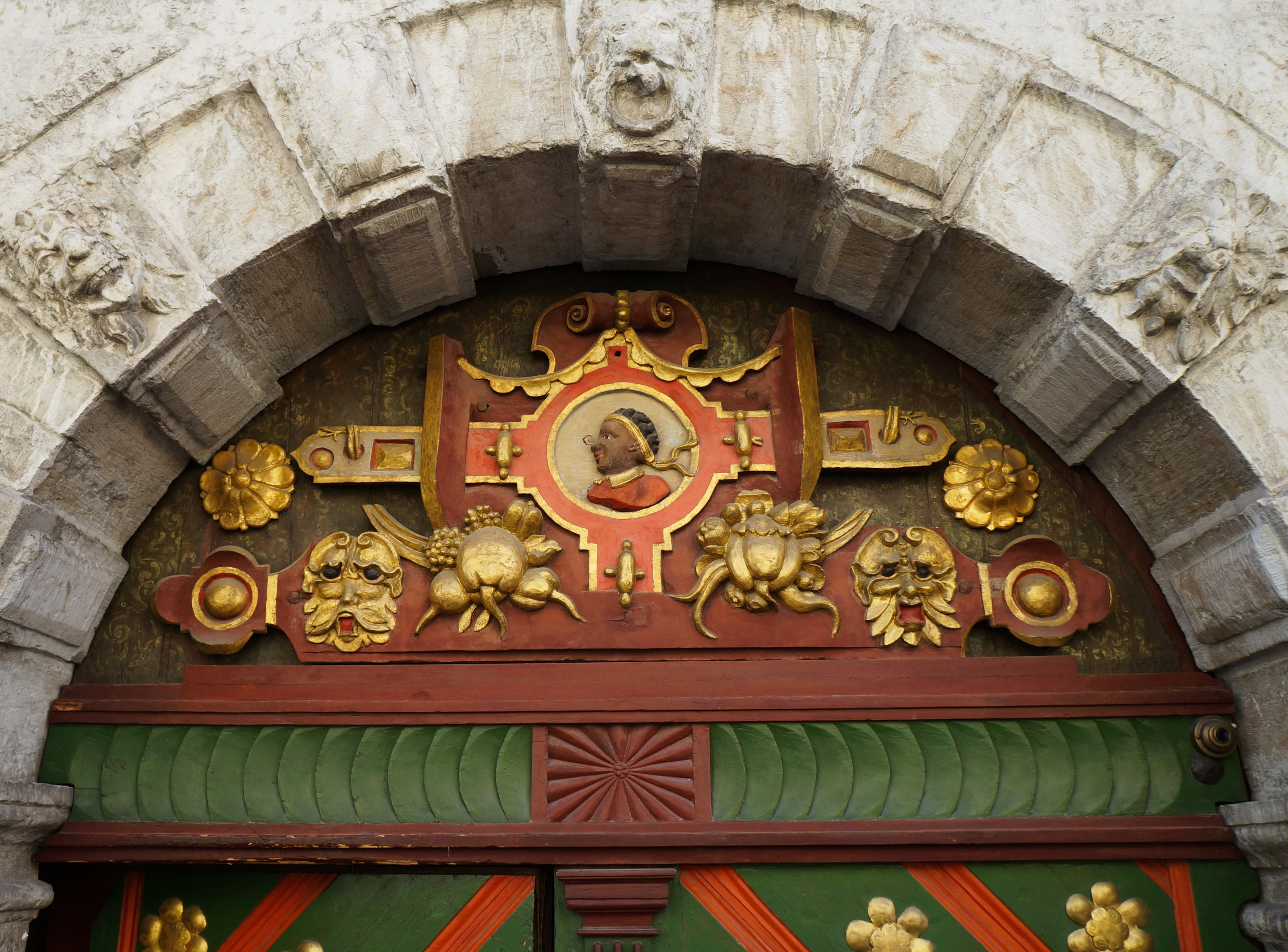
Houtsnijwerk boven de deur
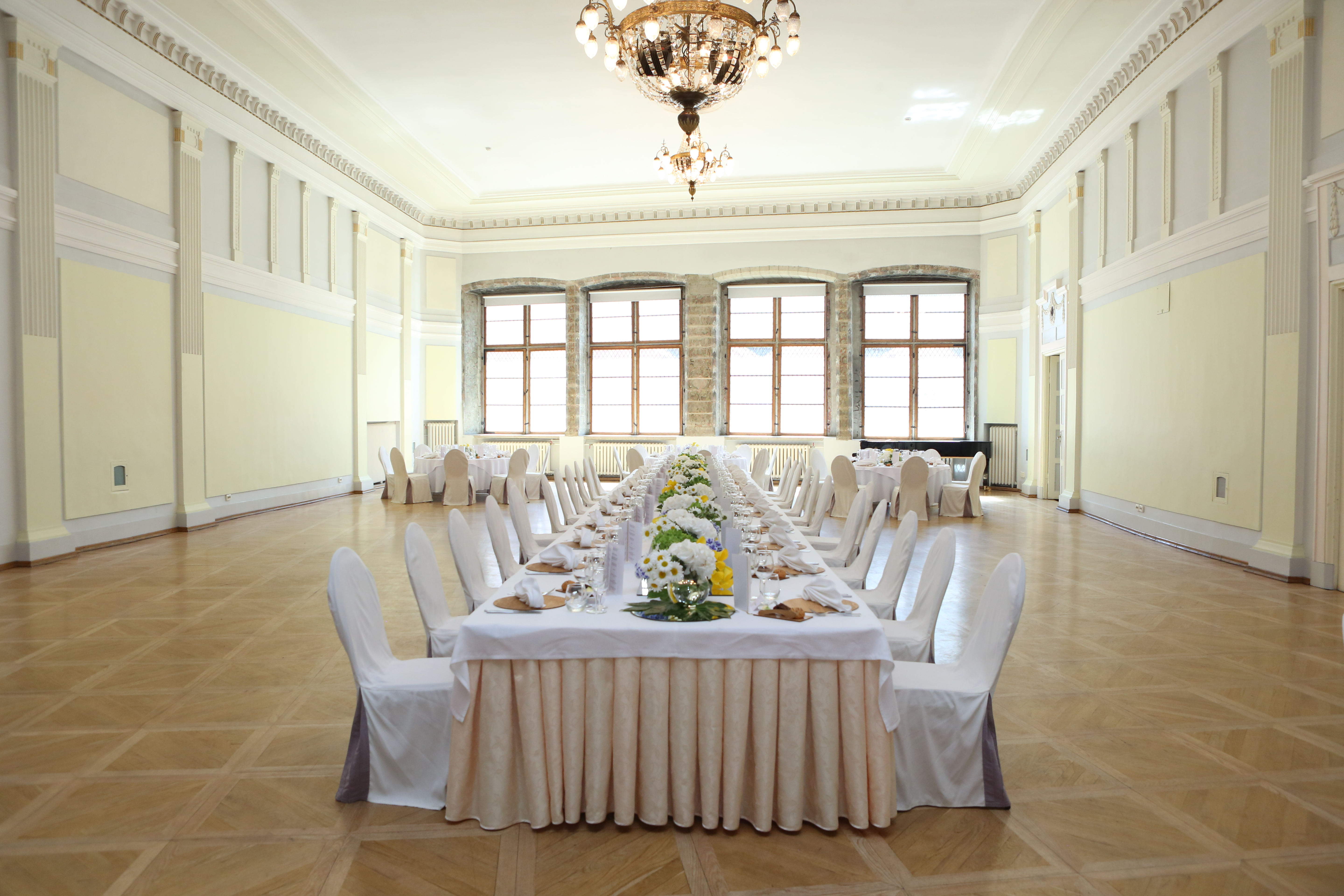
Zaal in het Zwarthoofdenhuis